# درخت آزادی

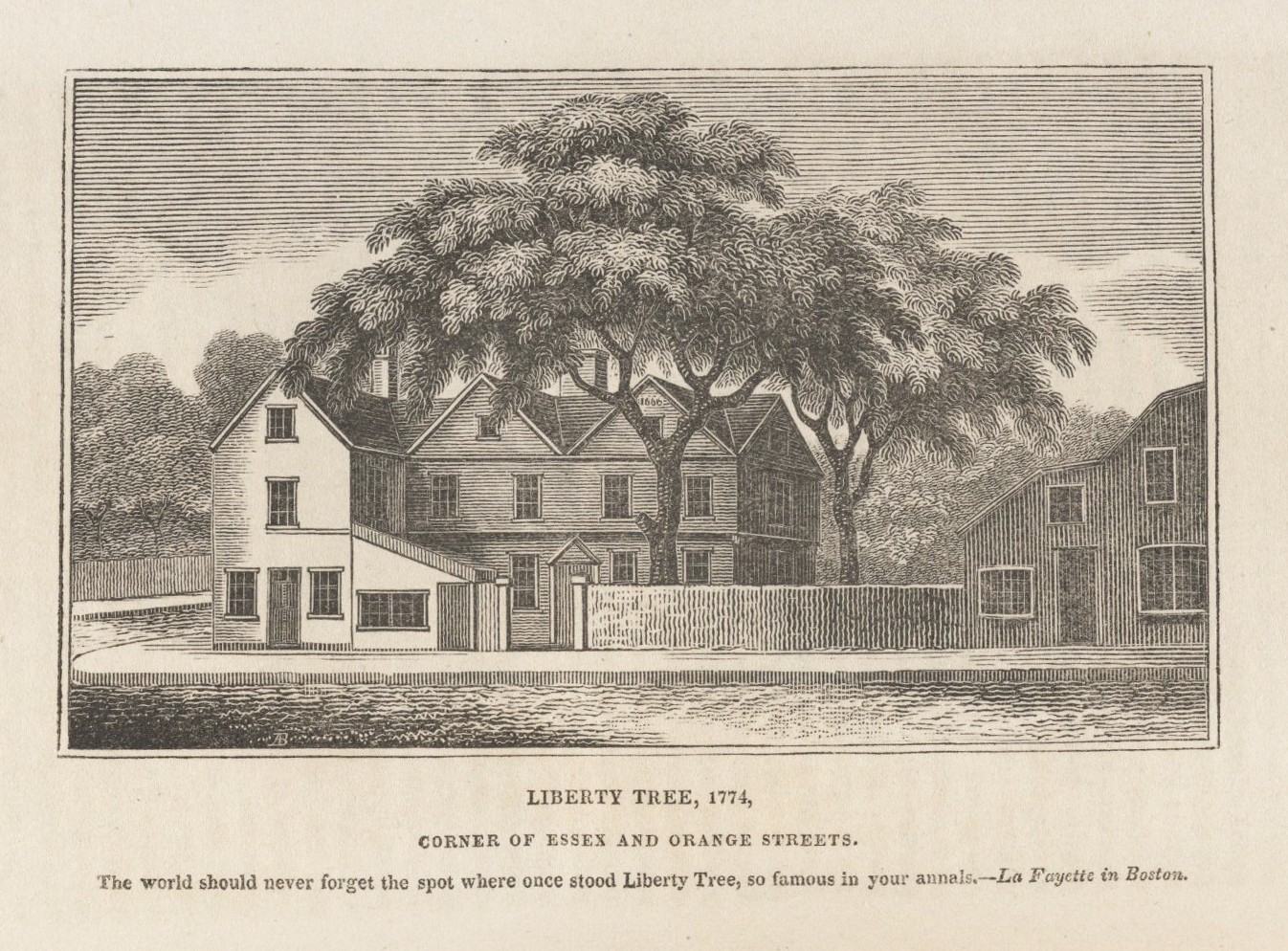
درخت آزادی در بوستون که در سال ۱۸۲۵ نقاشی شده.

درخت آزادی (۱۶۴۶–۱۷۷۵) یک درخت نارون معروف بود که در سال‌های قبل از انقلاب آمریکا در نزدیکی کومون بوستون کاشته شده بود. در سال ۱۷۶۵، استعمارگران در بوستون اولین مخالفان و سرکشان علیه دولت انگلیس را روی این درخت دار زدند. این درخت به محل تجمع مقاومت فزاینده در برابر حاکمیت انگلیس بر مستعمرات آمریکا تبدیل شد و زمین اطراف آن به تالار آزادی معروف شد. درخت آزادی توسط یک وفادار، به نام ناتانیل کوفین جونیور، در اوت ۱۷۷۵ قطع شد.